# Eostre

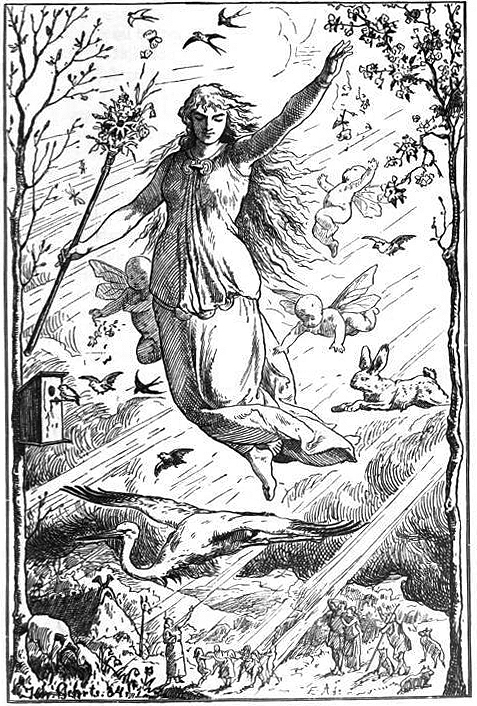
Ostara

Eostre, Ēostre, Ostara ou Ostera é a deusa da fertilidade, amor e do renascimento na mitologia anglo-saxã, na mitologia nórdica e mitologia germânica. Na primavera, lebres e ovos coloridos eram os símbolos da fertilidade e renovação a ela associados.
De seus cultos pagãos originou-se o termo Inglês Easter e Ostern em alemão, que foi absorvida e misturada pelas comemorações pascais cristãs. Os antigos povos nórdicos comemoravam o festival de Eostre no dia 30 de Março. Eostre ou Ostera (no alemão mais antigo) significa “a Deusa da Aurora”. É uma Deusa anglo-saxã, teutônica, da Primavera, da Ressurreição e do Renascimento. Ela deu nome ao Sabbat Pagão, que celebra o renascimento, chamado de Ostara. 
Posteriormente, o cristianismo acabou por substituir as festividades pagãs de Ostara pela Páscoa, não sem absorver muitos de seus costumes, inclusive os ovos e o coelho. Podemos perceber isso pelo próprio nome da Páscoa em inglês, Easter, muito semelhante a Eostre.

## Relações com a Mitologia
O nome Eostre ou Ostara, como também a deusa é chamada, tem origem anglo-saxã provinda do advérbio ostar que expressa algo como “Sol nascente” ou “Sol que se eleva”, Muitos lugares na Alemanha foram consagrados a ela, como Austerkopp (um rio em Waldeck), Osterstube (uma caverna) e Astenburg.
Eostre estava relacionada à aurora e posteriormente associada à luz crescente da primavera, momento em que trazia alegria e bênçãos a Terra.
Por ser uma deusa um tanto obscura, muito do que se sabia sobre ela foi perdido através dos tempos. Sendo assim, descrições, mitos e informações sobre ela são escassos.
Seu nome e funções têm relação com a deusa grega Eos, deusa do Amanhecer na mitologia grega. Alguns historiadores dizem que ela é meramente uma das várias formas de Frigg (deusa indo-européia – esposa de Odim), ou que seu nome seria um epíteto para representar Frigg em seu aspecto jovem e primaveril. Outros pesquisadores a associam à Astarte (deusa Fenícia) e Istar (deusa Babilônica), devido às similaridades em seus respectivos festivais da primavera.
Dizem as lendas que Eostre tinha uma especial afeição por crianças. Onde quer que ela fosse, elas a seguiam e a deusa adorava cantar e entretê-las com sua magia.
Um dia, Eostre estava sentada em um jardim com suas tão amadas crianças, quando um amável pássaro voou sobre elas e pousou na mão da deusa. Ao dizer algumas palavras mágicas, o pássaro se transformou no animal favorito de Eostre, uma lebre. Isto maravilhou as crianças. Com o passar dos meses, elas repararam que a lebre não estava feliz com a transformação, porque não mais podia cantar nem voar.
As crianças pediram a Eostre que revertesse o encantamento. Ela tentou de todas as formas, mas não conseguiu desfazer o encanto. A magia já estava feita e nada poderia revertê-la. Eostre decidiu esperar até que o inverno passasse, pois nesta época seu poder diminuía. Quem sabe quando a Primavera retornasse e ela fosse de novo restituída de seus poderes plenamente pudesse ao menos dar alguns momentos de alegria à lebre, transformando-a novamente em pássaro, nem que fosse por alguns momentos.
A lebre assim permaneceu até que então a Primavera chegou. Nessa época os poderes de Eostre estavam em seu apogeu e ela pôde transformar a lebre em um pássaro novamente, durante algum tempo. Agradecido, o pássaro botou ovos em homenagem a Eostre. Em celebração à sua liberdade e às crianças, que tinham pedido a Eostre que lhe concedesse sua forma original, o pássaro, transformado em lebre novamente, pintou os ovos e os distribuiu pelo mundo.
Para lembrar às pessoas de seu ato tolo de interferir no livre-arbítrio de alguém, Eostre entalhou a figura de uma lebre na lua que pode ser vista até hoje por nós.
Eostre assumiu vários nomes diferentes como Eostra, Eostrae, Eastre, Estre e Austra. É considerada a deusa da Fertilidade plena e da luz crescente da Primavera.
Seus símbolos são a lebre ou o coelho e os ovos, todos representando a fertilidade e o início de uma nova vida.
A lebre é muito conhecida por seu poder gerador e o ovo sempre esteve associado ao começo da vida. Não são poucos os mitos que nos falam do ovo primordial, que teria sido chocado pela luz do Sol, dando assim vida a tudo o que existe.
Eostre também é uma deusa da pureza, da juventude e da beleza. Era comum na época da Primavera recolher o orvalho para banhar-se ritualisticamente. Acreditava-se que orvalho colhido nessa época estava impregnado com as energias de purificação e juventude de Eostre, e por isso tinha a virtude de purificar e rejuvenescer.